# Macromidia kelloggi
Macromidia kelloggi är en trollsländeart som beskrevs av Syoziro Asahina 1978. Macromidia kelloggi ingår i släktet Macromidia och familjen skimmertrollsländor. Inga underarter finns listade i Catalogue of Life.